# Jadwiga Wejcman

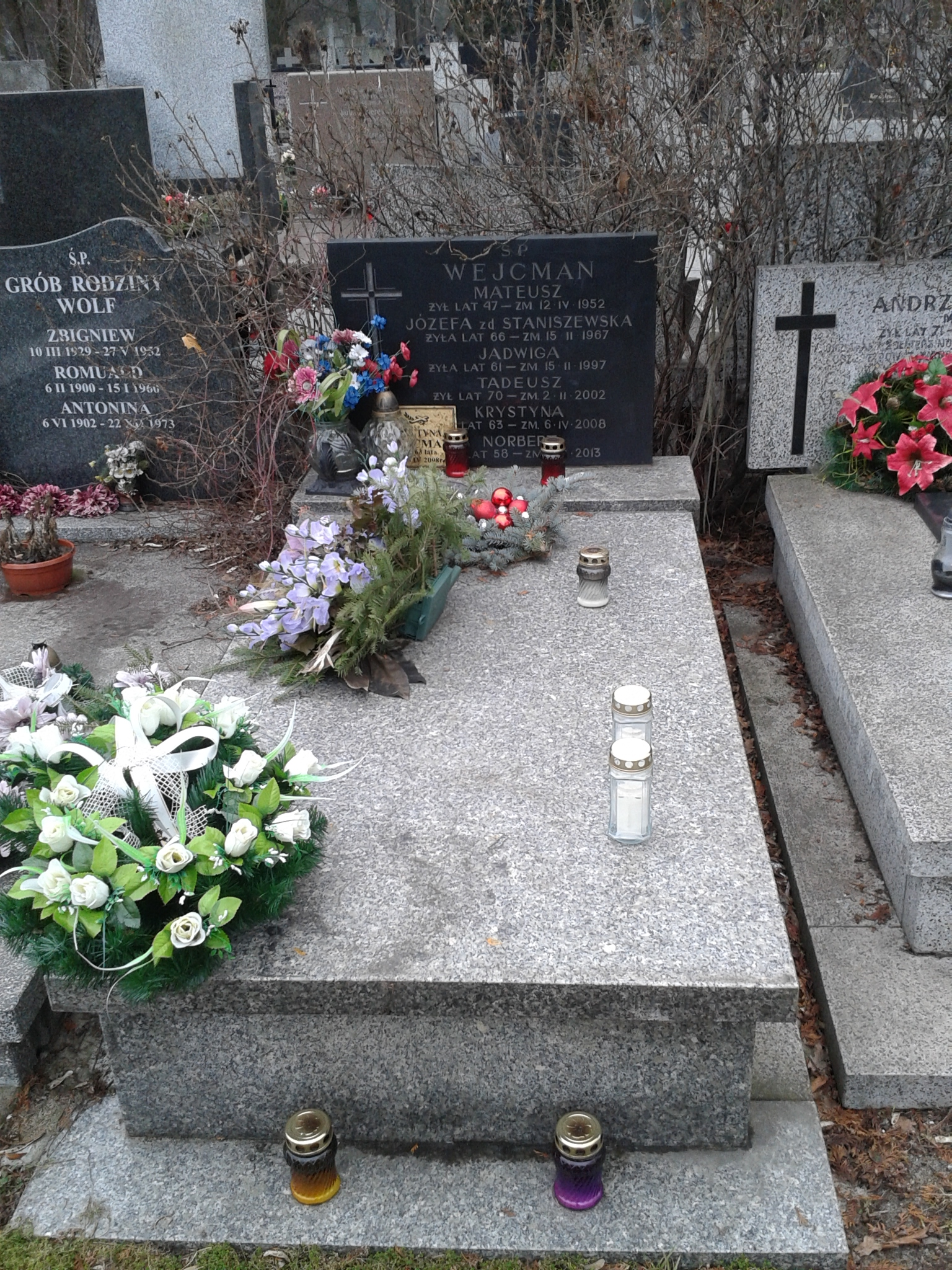
Grób aktorki Jadwigi Wejcman na cmentarzu Bródnowskim w Warszawie

Jadwiga Teresa Wejcman (ur. 4 października 1935 w Warszawie, zm. 15 lutego 1997 tamże) – polska aktorka teatralna, filmowa, piosenkarka.
W 1957 ukończyła studia w Państwowej Wyższej Szkole Teatralnej i dołączyła do zespołu warszawskiego Teatru Komedia, gdzie grała do 1964. Następnie przeszła do Teatru Ateneum, występowała tam do 1972. W 1980 powróciła na scenę Teatru Komedia, gdzie występowała do 1986, kiedy to zrezygnowała z pracy scenicznej.
Zmarła tragicznie w 1997, pochowana na Cmentarzu Bródnowskim (kw. 11F-1-4).

## Filmografia
- "Ślepy tor" jako pasażerka z lalką;
- "Nie lubię poniedziałku" jako dyspozytorka dyżurna Milicji Obywatelskiej.